# Mogielnica (stacja kolejowa)
Mogielnica – dawna wąskotorowa stacja kolejowa w Górkach-Izabelinie, w gminie Mogielnica, w województwie mazowieckim, w Polsce. Jest położona na trasie Grójeckiej Kolei Dojazdowej, około 5 km od Mogielnicy. Takie umiejscowienie stacji wynikało z wąskiej zabudowy centrum Mogielnicy podczas budowy linii kolejowej oraz z położenia Mogielnicy w głębokiej dolinie Mogielanki. 
Po raz pierwszy tymczasową wąskotorową linię kolejową doprowadzono z Grójca do Mogielnicy w maju 1915 roku. Została ona wybudowana przez wojsko rosyjskie w celu zaopatrzenia oddziałów stacjonujących na rosyjsko-niemieckiej linii frontu przebiegającej wtedy wzdłuż Pilicy. Planowano przedłużenie linii kolejowej do samego frontu, jednak niemiecka ofensywa w lecie 1915 roku zmusiła wojska rosyjskie do wycofania. W drugiej połowie lipca 1915 roku tymczasowa linia wojskowa została rozebrana przez wycofujące się oddziały rosyjskie.
Odbudowa linii kolejowej z Grójca do Mogielnicy rozpoczęła się w lipcu 1916 roku. 25 października 1917 roku oddano do użytku odcinek spomiędzy Kozietułami a Mogielnicą wraz ze stacją, która pełniła przez trzy lata funkcję stacji końcowej Kolei Grójeckiej. 9 października 1920 roku oddano do użytku budowany pd 1919 roku odcinek do Brzostowca, stanowiący przedłużenie linii z Mogielnicy na południe.  
W obrębie stacji znajdował się zachowany budynek dworcowy, który pełnił w 2021 roku funkcje mieszkaniowe, mijanka, ładownia z kilkoma bocznicami do rozładunku towarów, waga wagonowa o nośności 25 ton i długości 6 metrów, a także wieża ciśnień z pompami napędzanymi maszyną parową oraz silnikiem elektrycznym.
Stacja obsługiwała rozkładowy ruch pasażerski do 1 stycznia 1988 roku, zaś ruch towarowy został zamknięty 1 września 1996 roku. Ruch pociągów turystycznych został wstrzymany w maju 2001 roku, zaś ostatni pociąg techniczny dojechał na stację w lipcu 2002 roku. Od tego czasu stacja nie obsługiwała ruchu kolejowego.

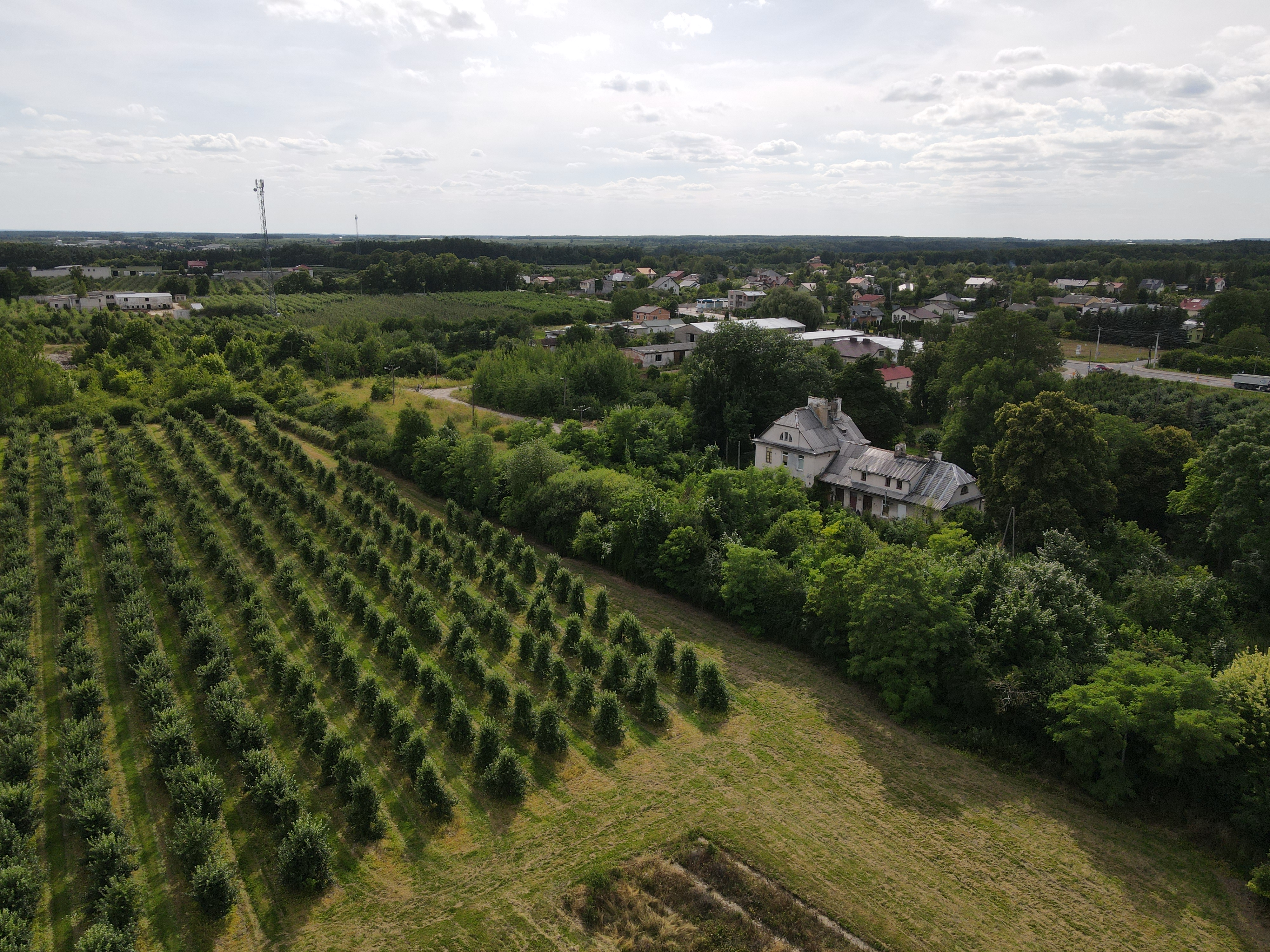
Stacja wąskotorowa Mogielnica od Północy z Dworcem

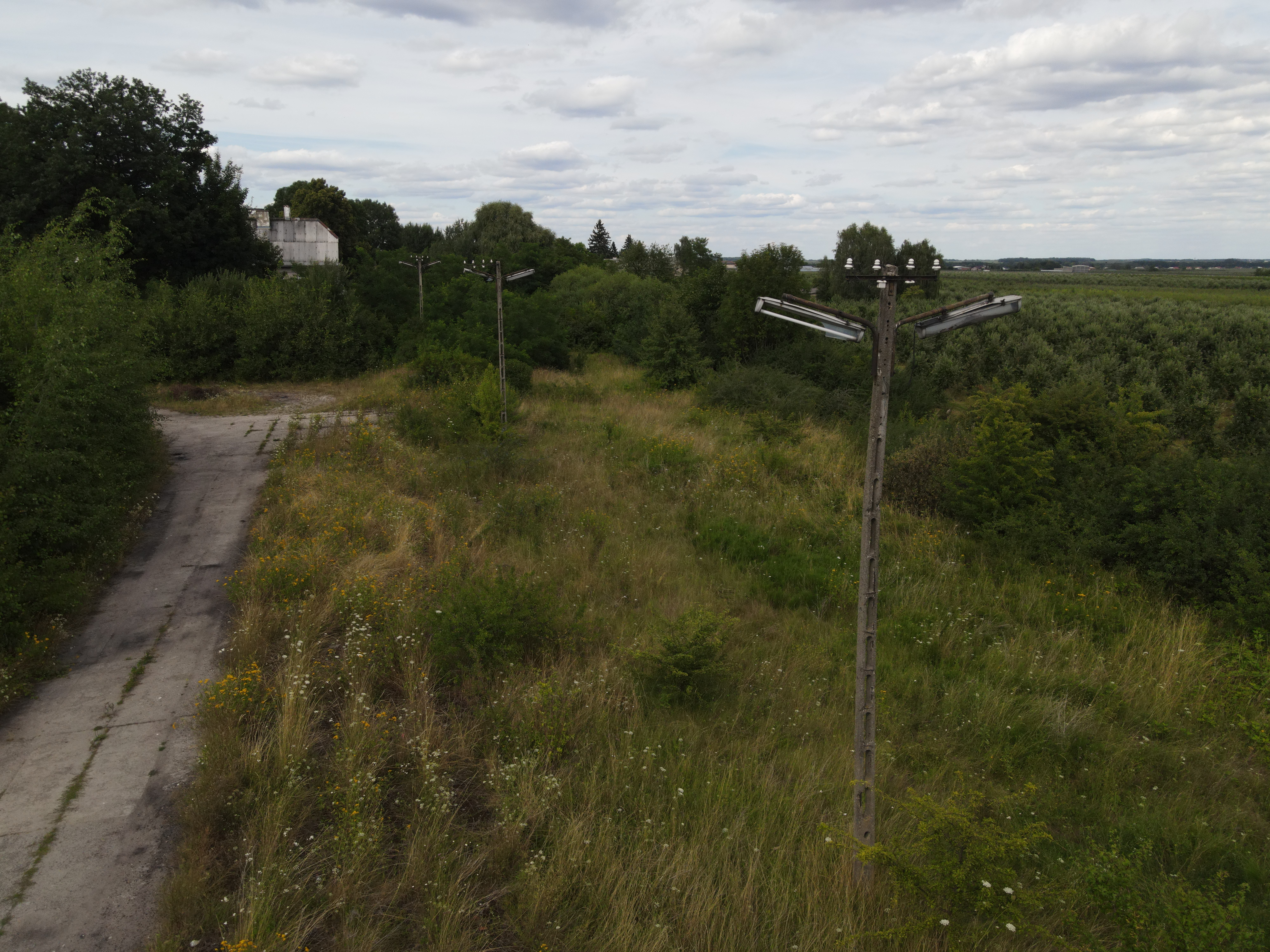
Perony stacji kolejowej Mogielnica od Południa

## Przypisy

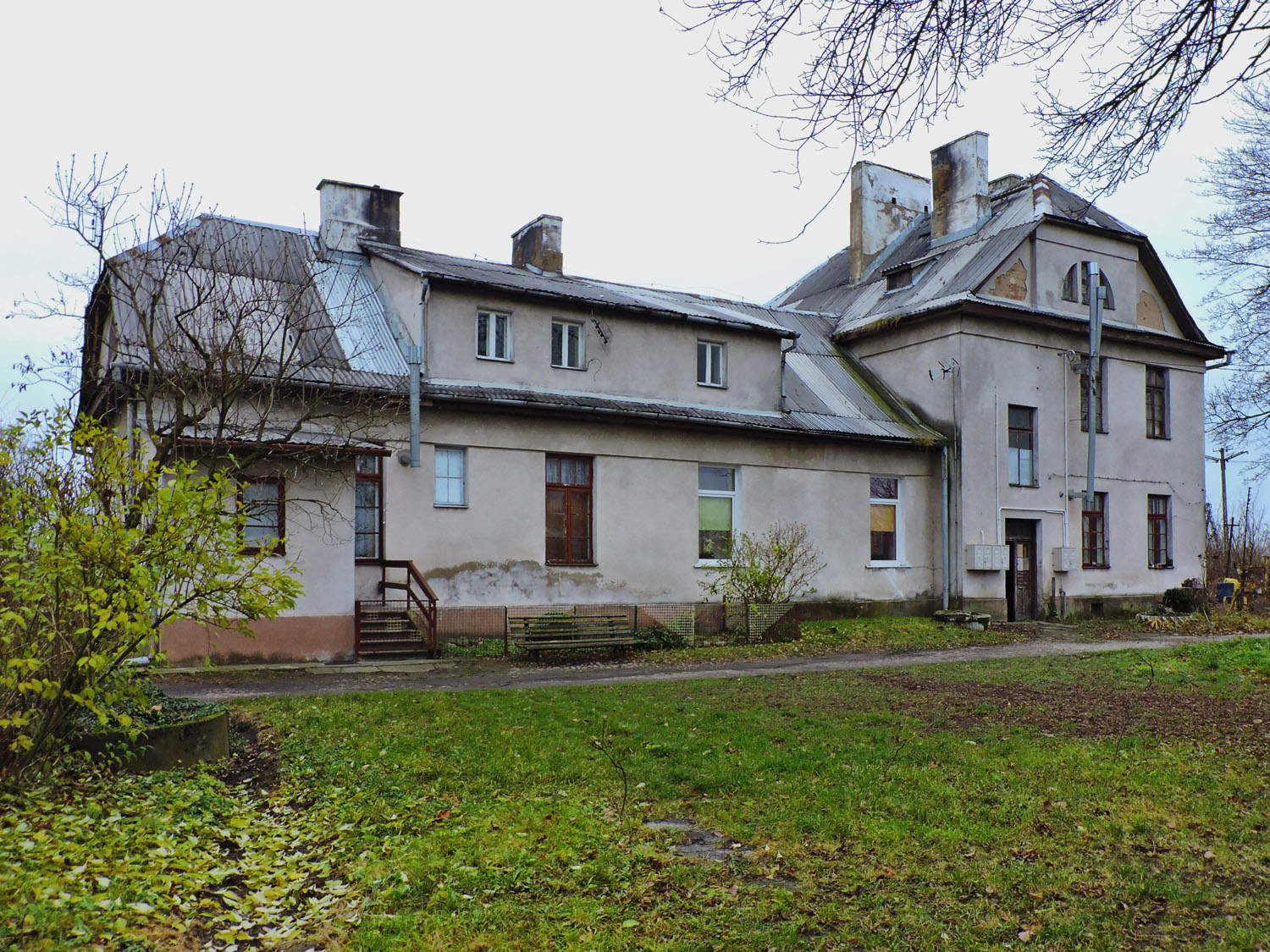
Dawny dworzec